# Ёсии (княжество)

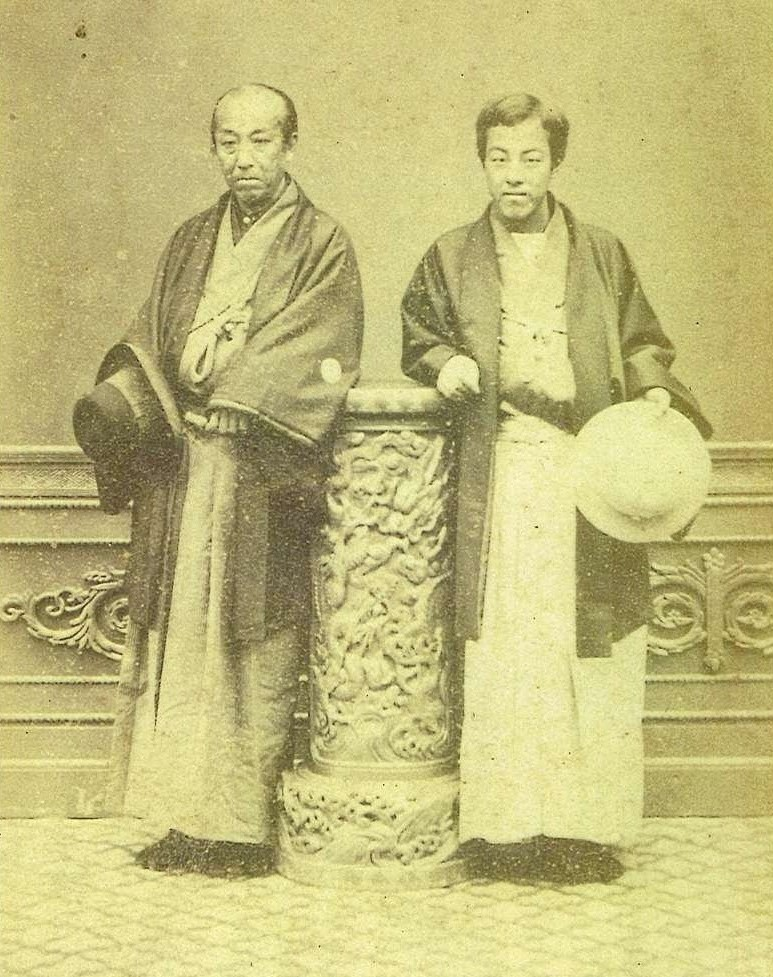
Последний даймё Ёсии-хана Мацудайра (Ёсии) Нобунори (справа) и его отец, Уэсуги Наринори (слева)

Княжество Ёсии (яп. 吉井藩 Ёсии-хан) — феодальное княжество (хан) в Японии периода Эдо (1590—1610, 1682—1693, 1709—1871). Ёсии-хан располагался в провинции Кодзукэ (современная префектура Гумма) на острове Хонсю.

## История
В 1590 году Токугава Иэясу получил во владение регион Канто. Он пожаловал одному из своих генералов, Сугануме Садатоси, домен Ёсии в провинции Кодзукэ с доходом 20 000 коку риса. Ему наследовал его приёмный сын, Окудайра Тадамаса (1580—1614) в 1602 году. Матерью Тадамасы была старшая дочь Токугава Иэясу. В 1610 году Суганума Тадамаса был переведен в Кано-хан в провинции Мино. Княжество Ёсии перешло под прямое управление наместников сёгуната Токугава.
В 1682 году Хотта Масаясу, хатамото сёгуната Токугава, получил 10 000 коку риса и получил должность владетельного даймё. Ёсии-хан был восстановлен и передан во владение Хотте Масаясу. В 1693 году последний был переведен в домен Миягава в провинции Оми, где его потомки управляли до Реставрации Мэйдзи. Ёсии-хан вторично перешел под прямое управление сёгуната.
В 1709 году хатамото Мацудайра Нобукиё получил во владение княжество Ёсии с доходом в 10 000 коку риса. Нобукиё был внуком кугэ Такацукаса Нобухира, чья сестра была женой сёгуна Токугава Иэмицу. Он отправился в Эдо с одним слугой, но был награждён поместьями и слугами, и в конце концов женился на дочери Токугава Ёринобу и принял имя Мацудайра. Потомки Мацудайры Нобукиё управляли Ёсии-ханом до конца периода Эдо.
В период Бакумацу последний даймё Мацудайра Нобунори изменил свою фамилию на Ёсии Нобунори и в феврале 1868 года присоединился к новому правительству Мэйдзи.
В июле 1871 года В 1871 году после административно-политической реформы Ёсии-хан был ликвидирован. Территория княжества была включена в состав префектуры Ивахана, которая позднее стала частью префектуры Гумма.

## Список даймё Ёсии-хана
| #                                             | Имя                                            | Годы правления | Титул                                 | Ранг      | доход            |
| --------------------------------------------- | ---------------------------------------------- | -------------- | ------------------------------------- | --------- | ---------------- |
| Род Суганума (фудай-даймё) 1590—1610          |                                                |                |                                       |           |                  |
| 1                                             | Суганума Садатоси (умер 1602) (яп. 菅沼定利)   | 1590-1602      | Дайдзен-но-сукэ (大膳亮)              | 従五 位下 | 20,000 коку риса |
| 2                                             | Суганума Тадамаса (1580-1614) (яп. 菅沼忠政)   | 1602-1610      | Хида-но-ками (飛騨守)                 | 従五 位下 | 20,000 коку      |
| Сёгунат Токугава 1610—1682                    |                                                |                |                                       |           |                  |
| Род Хотта (фудай-даймё) 1682—1693             |                                                |                |                                       |           |                  |
| 1                                             | Хотта Масаясу (1655-1731) (яп. 堀田正休)       | 1682-1693      | Будзэн-но-ками (豊前守)               | 従五位下  | 10,000 коку риса |
| Сёгунат Токугава 1693—1709                    |                                                |                |                                       |           |                  |
| Такацукаса-Мацудайра (симпан-даймё) 1709—1871 |                                                |                |                                       |           |                  |
| 1                                             | Мацударйа Нобукиё (1689-1724) (яп. 松平信清)   | 1709-1724      | Этидзэн-но-ками(越前守); Jijū (侍従)  | 従四位下  | 10,000 коку      |
| 2                                             | Мацудайра Нобутомо (1712-1760) (яп. 松平信友)  | 1724-1760      | Этидзэн-но-ками(越前守); Jijū (侍従)  | 従四位下  | 10,000 коку      |
| 3                                             | Мацудайра Нобуари (1731-1793) (яп. 松平信有)   | 1760-1771      | Сахёэ-но-ками (左兵衛督); Jijū (侍従) | 従四位下  | 10,000 коку риса |
| 4                                             | Мацудайра Нобуакира (1745-1775) (яп. 松平信明) | 1771-1775      | Сахёэ-но-ками (左兵衛督); Jijū (侍従) | 従四位下  | 10,000 коку      |
| 5                                             | Мацудайра Нобусигэ (1767-1800) (яп. 松平信成)  | 1775-1800      | Сахёэ-но-ками (左兵衛督); Jijū (侍従) | 従四位下  | 10,000 коку риса |
| 6                                             | Мацударйа Нобумицу (1775-1803) (яп. 松平 信充) | 1800-1803      | Сахёэ-но-ками (左兵衛督); Jijū (侍従) | 従四位下  | 10,000 коку      |
| 7                                             | Мацудайра Нобуёси (1799-1841) (яп. 松平信敬)   | 1803-1841      | Сахёэ-но-ками (左兵衛督); Jijū (侍従) | 従四位下  | 10,000 коку      |
| 8                                             | Мацудайра Нобутада (1826-1847) (яп. 松平信任)  | 1841-1847      | Сахёэ-но-ками (左兵衛督); Jijū (侍従) | 従四位下  | 10,000 коку риса |
| 9                                             | Мацударйа Нобуоки (1824-1890) (яп. 松平信発( ) | 1847-1865      | Сахёэ-но-ками (左兵衛督); Jijū (侍従) | 従五位下  | 10,000 коку      |
| 10                                            | Мацударйа Нобунори (1853-1890) (яп. 松平信謹)  | 1865-1871      | Сахёэ-но-ками (左兵衛督); Jijū (侍従) | 従四位下  | 10,000 коку риса |